# Rubus raabei
Rubus raabei är en rosväxtart som beskrevs av Heinrich E. Weber. Rubus raabei ingår i släktet rubusar, och familjen rosväxter. Inga underarter finns listade i Catalogue of Life.